# Ammophila tekkensis
Ammophila tekkensis es una especie de avispa del género Ammophila, familia Sphecidae.

## Taxonomía
Fue descrito por primera vez en 1930 por Gussakovskij.